# Vukovarska rezolucija
Vukovarska rezolucija je bila dokument kojim su Srbi iz Vukovara i okolice, potpirivani od Srpskog kulturnog kluba, pokreta Srbi na okup i Srpske pravoslavne crkve, krajem 1939. godine od centralne jugoslavenske vlasti tražili izuzeće vukovarskog kotara iz Banovine Hrvatske, odnosno njegovo priključenje Dunavskoj ili budućoj Srpskoj banovini.
Sporazumom Cvetković-Maček, od Savske i Primorske banovine, kao i od manjih dijelova Dunavske, Vrbaske, Drinske i Zetske banovine stvorena je Banovina Hrvatska. To je izazvalo negodovanje dijela srpskog naroda posebno u dijelovima Banovine Hrvatske u kojima su Srbi imali većinu. Srbi su većinom podstaknuti ili organizirani od strane Srpskog kulturnog kluba, tražili reviziju sporazuma Cvetković-Maček, odnosno reviziju granica novonastale Banovine Hrvatske, tvrdeći da sporazum nisu potpisali predstavnici svih Srba, već da je on rezultat pogodbe krune i predstavnika HSS-a.
Glavni razlozi za potpisivanje Vukovarske rezolucije bili su dvoslojni. Prvo, Srbi nisu podržavali unutarnjopolitičke reforme Kraljevine Jugoslavije koje su težile prelasku iz unitarne u složeniju državnu strukturu. Drugo, Srbi su smatrali da cijeli Srijem povijesno, geografski i gospodarski ne pripada Hrvatskoj.